# Oodes amaroides
Oodes amaroides är en skalbaggsart som beskrevs av Pierre François Marie Auguste Dejean. Oodes amaroides ingår i släktet Oodes och familjen jordlöpare. Inga underarter finns listade i Catalogue of Life.